# Banana Yaya
Banana Yaya, född 29 juli 1991 i Maroua, Kamerun, är en kamerunsk fotbollsspelare som spelar mitt- eller högerback för den jordanska klubben Shabab Al-Ordon Club. Han har tidigare spelat för bland annat Sochaux.
År 2001 blev han utsedd till världens bästa tioåring och redan då hade han varit scoutad av både Barcelona och Real Madrid.[källa behövs]